# Willgottheim
Willgottheim – miejscowość i gmina we Francji, w regionie Grand Est, w departamencie Dolny Ren.
Według danych na rok 1990 gminę zamieszkiwały 602 osoby, a gęstość zaludnienia wynosiła 67 osób/km² (wśród 903 gmin Alzacji Willgottheim plasuje się na 406. miejscu pod względem liczby ludności, natomiast pod względem powierzchni na miejscu 280.).